# Філеттіно
Філеттіно (італ. Filettino) — муніципалітет в Італії, у регіоні Лаціо,  провінція Фрозіноне.
Філеттіно розташоване на відстані близько 75 км на схід від Рима, 28 км на північ від Фрозіноне.
Населення — 569 осіб (2014).

## Демографія
Населення за роками:

Станом на 1 січня 2023 року в муніципалітеті офіційно проживало 8 іноземців з 4 країн, серед них 5 громадян країн Євросоюзу та 1 громадянин України.

## Персоналії
- Родольфо Граціані ( 1882-1955) — італійський військовий і державний діяч, маршал Італії.

## Сусідні муніципалітети
- Каністро
- Капістрелло
- Каппадоча
- Кастеллафьюме
- Чивітелла-Ровето
- Гуарчино
- Морино
- Треві-нель-Лаціо
- Валлеп'єтра

## Цікавинки
В кінці серпня 2011 року муніципалітет оголосив себе князівством, а вже 3 вересня 2011 року проголосив незалежність від Італії та ввів свою валюту - «фіоріто». Перші банкноти друкуються із портретом мера міста Філеттіно — Луки Селларі. Місцеві торговельні заклади перейшли на нову валюту за декілька днів, крім того "фіоріто" активно скуповують туристи, які запрудили вулиці Філеттіно. У розпорядженні міста 7,5 тис. га лісу, а крім того до міста відносяться майже чверть території регіонального парку Монті-Сімбруіні і гірськолижний курорт, який влітку і взимку приймає близько 13 тис. туристів.
Дана подія може підвищити активність сепаратистських процесів в Італії. До такого кроку у Філеттіно вирішили вдатися після того, як уряд зібрався зекономити на утриманні невеликих містечок (з населенням в 1000 осіб і менше), в тому числі, і Філеттіно, де живуть трохи більше півтисячі людей. Мери інших невеличких міст Італії заявили, що з розпростертими обіймами приймуть біженців з Лівії, щоб число їхніх підопічних перевищило тисячу.